# Diamoni biphosphat
Diamoni phosphat (DAP) (công thức hóa học (NH
4)
2HPO
4, danh pháp IUPAC là diamoni hydrogen phosphat) là một trong những muối amoni phosphat hòa tan trong nước có thể được sản xuất khi amonia phản ứng với axit phosphoric. Chất rắn diamoni phosphat thể hiện áp lực phân ly của amonia theo biểu thức và phương trình sau:
| (NH4)2HPO4(r) ⇌ NH3(k) + NH4H2PO4(r) | log PmmHg = −3063 / T + 175 log T + 3.3 |

Trong đó: 
- P: áp suất ly khai của amonia
- T: Nhiệt độ tuyệt đối (K)

Tại 100 °C, áp lực ly khai của diamoni phosphat xấp xỉ 5 mmHg.

## Ứng dụng
DAP được sử dụng làm phân bón. Khi được sử dụng cho thực vật, nó làm tăng độ pH của đất, nhưng trong một thời gian dài, đất được xử lý trở nên có tính axit hơn trước khi nitrat hóa của amoni. Nó không tương thích với hóa chất kiềm vì ion amoni của nó có nhiều khả năng chuyển đổi thành amonia trong môi trường có pH cao. PH trung bình trong dung dịch là 7,5-8. Tỉ lệ điển hình là 18-46-0 (18% N, 46% P2O5, 0% K2O)..
DAP có thể được sử dụng như một chất chống cháy. Nó làm giảm nhiệt độ đốt của vật liệu, làm giảm tỷ lệ mất trọng lượng tối đa và làm tăng sản lượng dư lượng hoặc than. Đây là những tác động quan trọng trong việc chống lại cháy rừng như giảm nhiệt độ phân huỷ và làm tăng lượng than củi tạo ra làm giảm lượng nhiên liệu có sẵn và có thể dẫn tới sự hình thành cháy. Đây là thành phần lớn nhất của một số sản phẩm chữa cháy phổ biến trên thị trường.
DAP cũng được sử dụng như là một chất dinh dưỡng men trong sản xuất rượu vang và mật ong; như một chất phụ gia trong một số nhãn hiệu thuốc lá có vẻ như là chất tăng cường nicotin; để ngăn chặn ánh sáng lấp lánh trong trận đấu, trong đường tinh chế; như là một thông lượng để hàn thiếc, đồng, kẽm và đồng thau và để kiểm soát sự kết tủa các thuốc nhuộm keo hòa tan bằng kiềm và không hòa tan trong axit trên len.